# RhinoTerrain
RhinoTerrain est un logiciel de géo-modélisation 3D développé par Claude Vuattoux qui intègre à Rhinoceros 3D toutes les fonctionnalités associées au terrain. Il permet entre autres de créer, éditer ou d'analyser le terrain, l'import, l'édition et l'analyse de nuages de points ; d’intégrer des formes faites avec Rhinoceros 3D au terrain et une analyse SIG. Il est destiné au monde du SIG 3D, au monde des travaux publics ou encore au monde des industries minières.

## Nuages de points

Nuages de points colorisés

### Importation de nuages de points
RhinoTerrain permet l'import de nuages de points de grande densité à partir de fichier de points ou d'image Raster:

[TIFF RASTER (*.tiff), DEM Modèle d’élévation (*.dem), Grille ASCII (*.asc), Lidar (*.las), TOPCON (*.cl3),Scan3D (*.scn), LEICA (*.pts)]

RhinoTerrain permet aussi de traiter les classes du format spécifique LIDAR très connues du monde du SIG.

### Analyse de nuages de points
RhinoTerrain permet d'analyser de grandes quantités de points ; les fichiers de points peuvent être traités en tant qu'entités à part entière grâce au moteur Points-Clouds intégré à Rhinoceros 3D ce qui allège grandement l'affichage des points : chaque fichier de points étant une seule entité, Rhinoceros 3D permet d'afficher et de naviguer autour de ces nuages de points en temps réel.
RhinoTerrain intègre des fonctions très puissantes telles que :
- Profil en long à partir d'un axe
- Coloration des points en fonctions d'une ou plusieurs ortho-photos
- Coloration des points en fonction de la normale de chaque point.

## Modeleur 3D de terrain

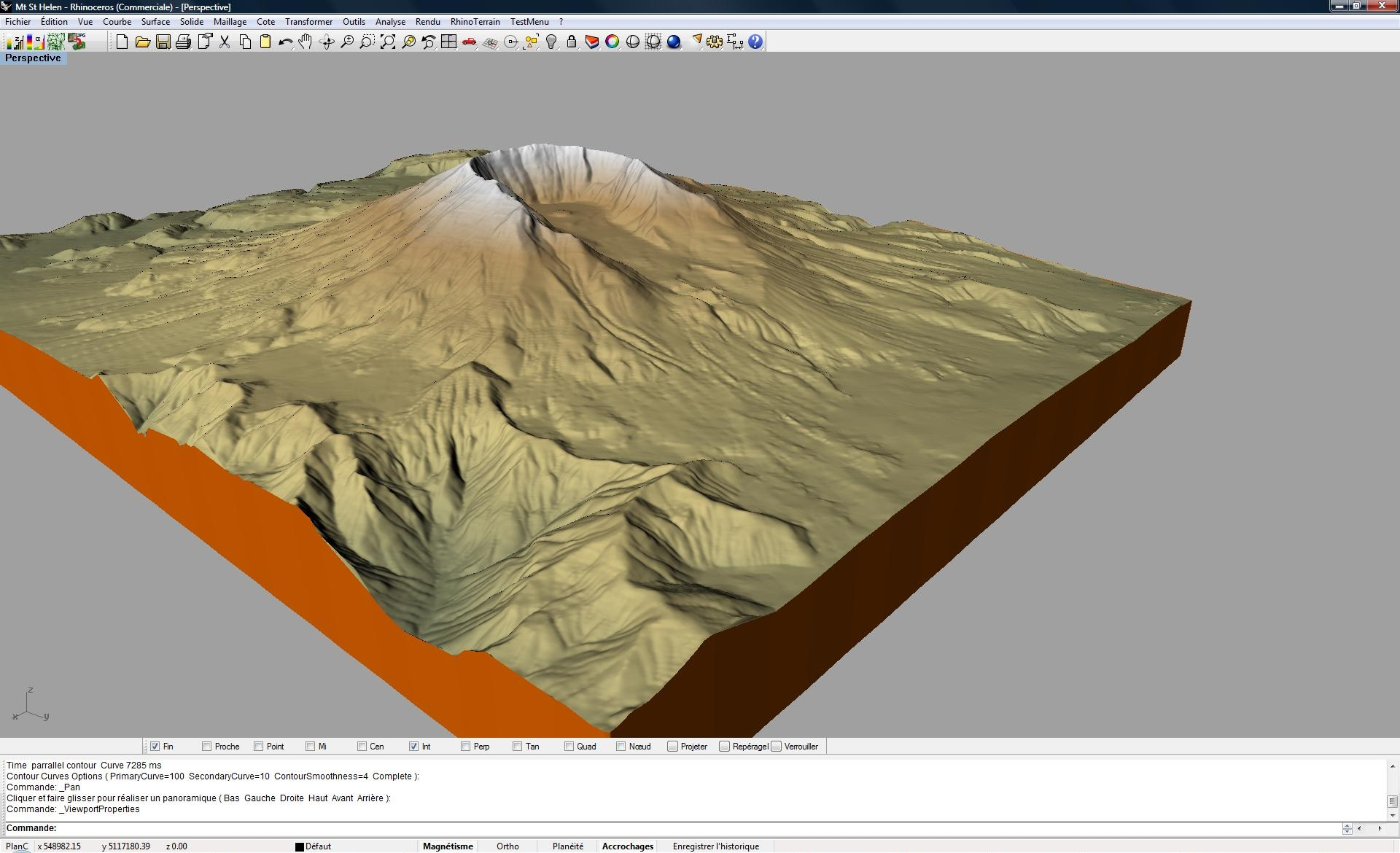
Création de terrain

### Création de terrain
RhinoTerrain est un modeleur de terrain intégrant des fonctions propres à la topographie et à la topologie d'un site. RhinoTerrain a développé, au sein de Rhinoceros 3D, de puissants algorithmes de Delaunay pour la génération de terrain, intégrant le multi-thread et l’indentation spatiale. Utilisés pour la création de terrain ou pour les opérations de modification de terrain, ces algorithmes profitent du système 64 bits et du maximum de mémoire.

### Intégration de formes sur le Terrain
RhinoTerrain intègre les formes modélisés avec Rhinoceros 3D au terrain en utilisant des opérations booléennes. Pour parfaire les résultats de topologie 3D à l'intersection entre le terrain et la forme 3D, RhinoTerrain a re-développé des opérations booléennes utilisant aussi de puissants algorithmes.

### Analyse du terrain
RhinoTerrain intègre des fonctions d'analyses du terrain, utilisant pleinement partie des systèmes 64 bits Multi thread :
- Gradient de couleurs de type hypsométrique ou selon la pente.
- Courbes de niveau
- Profil en long et en travers
- Mappage d'ortho-photos

## SIG 3D

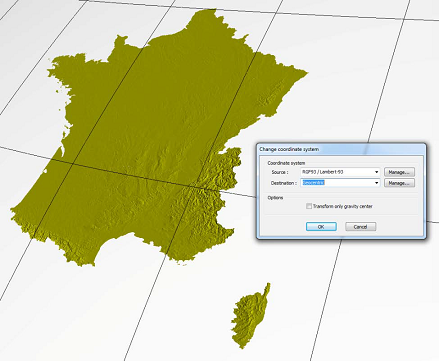
Transformation géospatiale

RhinoTerrain ajoute à Rhinoceros 3D des transformations de type GDAL, intégrant les systèmes de coordonnées existants ou personnalisés. Ces systèmes de coordonnées permettent le géoréférencement de données à l'intérieur de Rhinoceros 3D.

### Format d'import de données
RhinoTerrain intègre des fonctions d'importation de données SIG, provenant de logiciel comme ArcMap ou Google Earth

### Fonction de géoréférencement de données
RhinoTerrain permet de géoréférencer des données géospatiales provenant de différentes sources.

### Fonction de transformations de données
RhinoTerrain permet de transformer des données d'un systèmes de coordonnées à un autre et les transformations d'ellipsoïdes de référence.

## Spécifications
Pour profiter pleinement de la puissance de calcul, RhinoTerrain est exclusivement disponible sur la version 64 bits de Rhinoceros.
RhinoTerrain est un peu plus gourmand en ressources que Rhinoceros 3D, il utilise pleinement partie des systèmes 64 bits en multi-threading, donc un multiprocesseur est conseillé.
Rhinoceros exécute peu de fonction en Multi-Threading donc il a besoin d'un processeur puissant.

### Configuration minimum standard
- Intel(R) Xeon CPU E5 2.0 GHz
- 8 go
- Système 64 Bits
- Quadro FX 3000

### Configuration optimale standard
- Intel(R) Xeon CPU E5 3.5 GHz
- 16 Go
- Système 64 bits
- Quadro 4000

### Configuration experte standard
- Intel(R) Xeon CPU E7 3.0 GHz
- 32 Go
- Système 64 bits
- Quadro 6000